# Fritz Zimmermann (Fechter)
Fritz Zimmermann (* 29. März 1931 in Düsseldorf) ist ein deutscher Degenfechter, mehrfacher deutscher Meister und Teilnehmer an den Olympischen Spielen 1960 in Rom und den Olympischen Spielen 1968 in Mexiko-Stadt. Er focht beim DFC Düsseldorf.

## Erfolge
Zimmermann nahm an den Olympischen Spielen 1960 in Rom mit der Degenmannschaft teil, die einen geteilten fünften Platz belegte. Vor den Olympischen Spielen 1964 belegte er den dritten Platz auf der deutschen Rangliste, womit er sportlich für die Spiele qualifiziert wäre. Trotzdem wurde er von Sportwart Güse als „nicht mannschaftsdienlich“ nicht berücksichtigt. Ihm wurden unter anderem „Reklamationen“ und „weitschweifige Erklärungen zu eigenen Niederlagen“ vorgeworfen. Auch seine unartikulierten Schreie auf der Fechtbahn wurden kritisiert. Sein „Hööh“ mache sich und die Mannschaft lächerlich. Bei den Olympischen Spielen 1968 nahm er dennoch wieder teil und belegte im Einzel den geteilten 13. Platz, womit er zusammen mit Franz Rompza bester deutscher Teilnehmer wurde. Die Mannschaft verpasste eine Medaille knapp und wurde Vierte.
1955 und 1957 wurde Zimmermann deutscher Meister im Degenfechten. Außerdem belegte er 1962, 1965 und 1968 den zweiten sowie 1961, 1964 und 1966 den dritten Platz bei den deutschen Meisterschaften. 1954 wurde der DFC Düsseldorf deutscher Mannschaftsmeister im Herrendegen, die genaue Mannschaftsaufstellung ist nicht bekannt. Mit der Mannschaft des DFC Düsseldorf gewann Zimmermann zusätzlich 1961 das Solinger Schwert. Als Senior gewann er mehrmals die Deutschen Seniorenmeisterschaften.